# Dovyalis caffra
Dovyalis caffra är en videväxtart som först beskrevs av Joseph Dalton Hooker, William Henry Harvey och Sond., och fick sitt nu gällande namn av Otto Warburg. Dovyalis caffra ingår i släktet Dovyalis och familjen videväxter. Inga underarter finns listade i Catalogue of Life.

## Bildgalleri

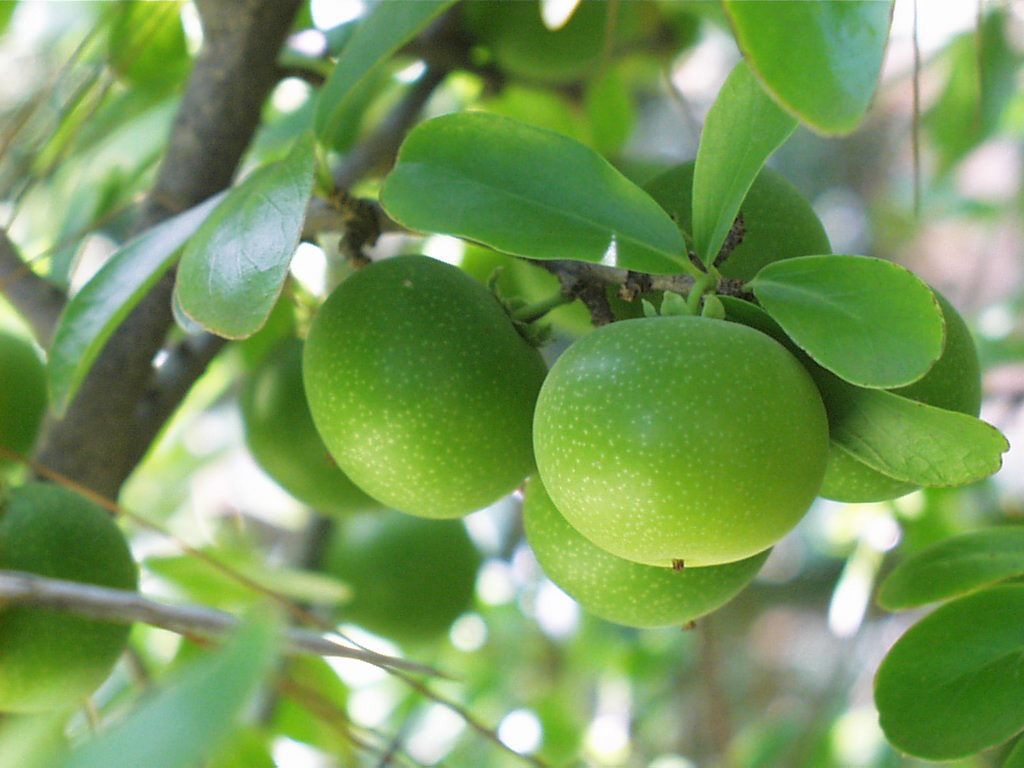